# 269
269（二百六十九、二六九、にひゃくろくじゅうきゅう、にひゃくろくじゅうく）は、自然数また整数において、268の次で270の前の数である。

## 性質
- 269は57番目の素数であり、1つ前は263、次は271。
  - 約数の和は270。
- 269, 271は18番目の双子素数である。1つ前は (239, 241)、次は (281, 283) 。
- 269 = 269 + 0 × ω (ωは1の虚立方根)
  - a + 0 × ω (a > 0) で表される31番目のアイゼンシュタイン素数である。1つ前は263、次は281。
- 26…69 の形の最小の素数である。次は26669。ただし挟まれた数は無くてもいいとすると最小は29。(オンライン整数列大辞典の数列 A101965)
- 269 + 962 = 1231
  - 269を逆順に並べた962を加えると1231と素数になる。素数において逆順に並べた数を加えても素数になる5番目の数である。1つ前は257、次は271。(オンライン整数列大辞典の数列 A061783)
- 各位の平方和が121になる最小の数である。次は296。(オンライン整数列大辞典の数列 A003132)
  - 各位の平方和が n になる最小の数である。1つ前の120は2468、次の122は378。(オンライン整数列大辞典の数列 A055016)
  - 各位の平方和が平方数になる33番目の数である。1つ前は263、次は296。(オンライン整数列大辞典の数列 A175396)
- 1/269 は循環節の長さが268の循環小数になる。
  - 逆数が循環小数になる数で循環節が268になる最小の数である。次は538。
  - 循環節が n − 1 である巡回数を作る23番目の素数である。1つ前は263、次は313。
  - 循環節が n になる最小の数である。1つ前の267は9613、次の269は5418307589425009。(オンライン整数列大辞典の数列 A003060)
- 269 = 102 + 132
  - 異なる2つの平方数の和で表せる81番目の数である。1つ前は265、次は272。(オンライン整数列大辞典の数列 A004431)
- 269 = 22 + 32 + 162 = 22 + 112 + 122 = 32 + 82 + 142 = 52 + 102 + 122 = 62 + 82 + 132
  - 3つの平方数の和5通りで表せる5番目の数である。1つ前は266、次は281。(オンライン整数列大辞典の数列 A025325)
  - 異なる3つの平方数の和5通りで表せる4番目の数である。1つ前は266、次は326。(オンライン整数列大辞典の数列 A025343)
- 269 = 162 + (2 + 5 + 6)
  - n = 16 のときの n 2 とその各位の和との和とみたとき1つ前は234、次は308。(オンライン整数列大辞典の数列 A171613)
- 各位の和が17になる6番目の数である。1つ前は197、次は278。
  - 各位の和が17になる数で素数になる4番目の数である。1つ前は197、次は359。(オンライン整数列大辞典の数列 A106758)

## その他 269 に関連すること
- 年始から数えて269日目は9月26日、閏年は9月25日。
- 西暦269年
- 紀元前269年
- UFC 269
- Fa 269 (航空機)
- ワン・トゥー・ゴー航空269便着陸失敗事故
- ビーガン活動を推し進めるビーガンライフフランスの略語で、彼らが最初に逃がした家畜の認識個体番号に由来する。